# Остапенко, Олег Николаевич
Олег Николаевич Остапенко (род. 3 мая 1957, Покошичи, Черниговская область, УССР, СССР) — российский военный деятель, генерал-полковник (2012). В 2011—2012 годах — командующий войсками воздушно-космической обороны, руководитель Системы перспективных военных исследований и разработок Министерства обороны Российской Федерации, в 2012—2013 заместитель министра обороны Российской Федерации. Заслуженный военный специалист Российской Федерации, в 2013—2015 годах — глава Роскосмоса.

## Образование
- В 1979 году — окончил Военную академию имени Ф. Э. Дзержинского.
- В 1992 году — окончил командный факультет Военной академии имени Ф. Э. Дзержинского.
- В 2007 году — окончил Военную академию Генерального штаба Вооружённых Сил Российской Федерации.

## Карьера
В 1979—1989 годах проходил службу на различных должностях в Ракетных войсках стратегического назначения.
С 1992 года служил старшим инженером-испытателем, начальником штаба и командиром части, начальником штаба 153-го Главного испытательного центра испытаний и управления космическими средствами имени Г. С. Титова (2002—2004).
В 2004 году назначен первым заместителем начальника штаба Космических войск. В 2007 году — начальником 1-го государственного испытательного космодрома Плесецк.
С 30 июня 2008 года по 8 ноября 2011 года — командующий Космическими войсками.
С 8 ноября 2011 года — командующий Войсками воздушно-космической обороны.
С 9 августа 2012 года — генерал-полковник.
9 ноября 2012 года назначен на должность заместителя Министра обороны РФ.
C 2013 года курировал Систему перспективных военных исследований и разработок Министерства обороны РФ.
10 октября 2013 года освобождён от должности заместителя Министра обороны и уволен с военной службы, назначен руководителем Федерального космического агентства.
21 января 2015 года освобождён от должности руководителя Роскосмоса.
С 21 апреля 2015 года по 28 февраля 2016 года — проректор по научной работе Санкт-Петербургского политехнического университета Петра Великого.
С 1 марта 2016 года — проректор по внедрению передовых технологий Санкт-Петербургского политехнического университета Петра Великого.
Кандидат военных наук (2007), доктор технических наук. Заслуженный военный специалист РФ.

## Награды
- орден «За военные заслуги»;
- медаль «За боевые заслуги»;
- медаль «За подготовку» (Сирия).